# Les Chevaliers de Baphomet
Pour le premier de la série, voir Les Chevaliers de Baphomet (jeu vidéo).
Les Chevaliers de Baphomet (Broken Sword en version originale) est une série de jeux vidéo d'aventure imaginée par Charles Cecil et développée par Revolution Software. En 2014, la série compte 5 jeux : Les Chevaliers de Baphomet (1996), Le Bouclier de Quetzalcoatl (1997), Le Manuscrit de Voynich (2003), Les Gardiens du Temple de Salomon (2006) et La Malédiction du serpent (2013-2014).
Les jeux se fondent sur des éléments historiques et mythologiques, et entraînent le joueur à travers le monde en compagnie de George Stobbart et de Nicole Collard. Les deux premiers jeux sont en deux dimensions (2D) avec un système de point-and-click (le joueur déplace le personnage, lui fait exécuter des actions en cliquant sur des éléments à l'écran), alors que le troisième épisode est entièrement en 3D. Le quatrième opus, toujours en 3D, allie déplacement au clavier et point-and-click. Le cinquième opus reprend le graphisme 2D et le mode de jeu des deux premiers épisodes.

## Les Chevaliers de Baphomet

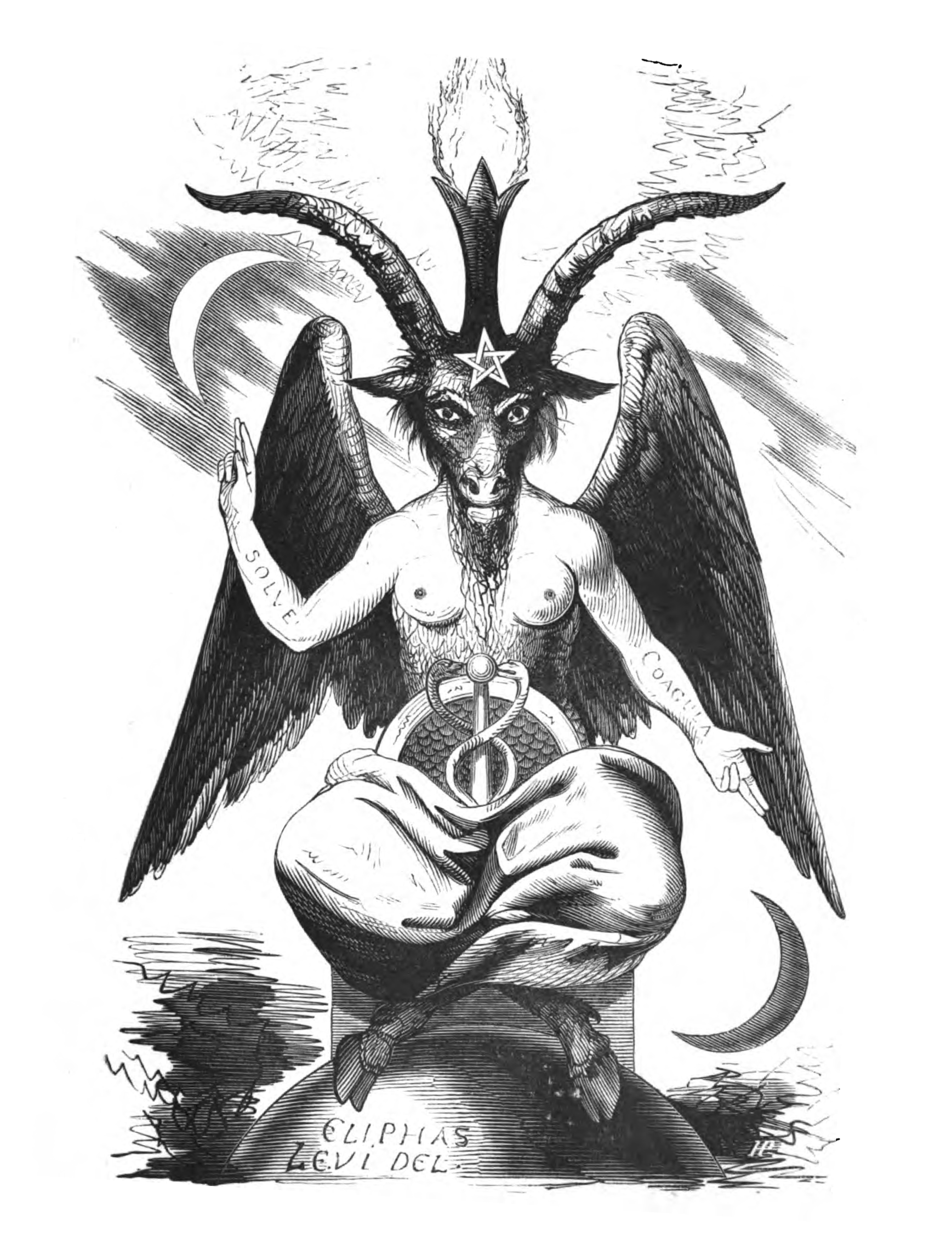
Une représentation de Baphomet.

Le premier jeu de la série est sorti en 1996 sur Mac et sur PC (publié par Virgin Interactive) et sur PlayStation (publié par Sony). Une version développée par Bam! Entertainment est sortie le 28 mars 2002 sur Game Boy Advance. Identique, elle ne comporte néanmoins pas les voix par faute de place sur ce support.
En mars 2009, une version remasterisée du jeu, nommée The Director's Cut, sort sur Wii et sur Nintendo DS. Cette même version sera portée, en 2010, sur iPhone, iPod touch et iPad, ainsi que sur PC via la plateforme de distribution Steam.
Alors qu'il se trouve en vacances à Paris, George Stobbart, sympathique touriste américain, est témoin d'un attentat commis dans un café par un homme déguisé en clown. Poussé par sa curiosité et son désir de connaître les raisons de cet attentat, George se retrouve embarqué dans une aventure teintée de mystères et de conspiration… Il est épaulé par Nicole Collard, alias Nico, une journaliste française qui a décidé d'enquêter sur les évènements étranges qui se sont déroulés à Paris. De fil en aiguille, George et Nico parcourront le monde pour tenter de résoudre cette énigme qui a un rapport avec l'Ordre des Templiers.
Le jeu ressemble beaucoup à un dessin animé, un peu comme les célèbres Monkey Island et Maniac Mansion: Day of the Tentacle. La version française dispose d'un doublage sonore très convaincant (par exemple George a un accent américain). Tous les dialogues du jeu sont parlés.
Le nom du jeu vient des Templiers. Les chevaliers font référence à cet ordre de moines-soldats qui exista en Europe du XIIe au XIVe siècle et qui a inspiré de nombreuses légendes. Le Baphomet quant à lui, est une idole représentant le mal. Les Templiers ont été accusés de l'idolâtrer, à tort, pour les condamner. Cette idole ressemblerait à une horrible tête cornue et barbue, avec parfois des éléments anatomiques empruntés à diverses créatures (pieds de taureau, crinière de lion, …) qui font penser aux créatures mythiques telles que le Sphinx ou le Griffon.
Le jeu est sorti sous divers noms à travers le monde :
- Pays anglophones (sauf États-Unis) : Broken Sword : The Shadow of the Templars (L'Épée Brisée : l'Ombre des Templiers)
- États-Unis : Circle of Blood (Le Cercle de Sang)
- Allemagne : Baphomets Fluch (La Malédiction de Baphomet)
- Italie : Il Segreto dei Templari (Le Secret des Templiers)
- Espagne : La Leyenda de los Templarios (La Légende des Templiers)

## Les Chevaliers de Baphomet: Les Boucliers de Quetzalcoatl
Face au succès du premier volet, un deuxième épisode sort un an après, en 1997, toujours publié chez Virgin Interactive pour la version PC et par Sony pour la version PlayStation. Depuis décembre 2010, une version remasterisée du jeu est disponible sur iPhone, iPod touch et iPad.
Au cours d'une enquête sur un trafic de drogues à l'échelle planétaire, Nico trouve une mystérieuse statue Maya. Accompagnée de son ami George Stobbart, elle se rend chez le professeur Oubier, spécialiste d'art Maya, mais elle se fait kidnapper sous les yeux de George, qui se retrouve seul face à une énorme araignée !
Une nouvelle fois, George devra parcourir le monde pour tenter de sauver Nico et découvrir ce qui se cache derrière cette histoire de conspiration en pays Maya...
Quetzalcóatl est le nom d'une divinité mésoaméricaine, connue sous le nom de Serpent à plumes. Plus tard dans le jeu, il sera question de Tezcatlipoca, autre divinité mésoaméricaine connue sous le surnom de Chasseur de la Nuit.
Les noms du jeu :
- Pays anglophones (sauf États-Unis) : Broken Sword II : The Smoking Mirror (L'Épée Brisée II : Le Miroir Incandescent).
- États-Unis : Broken Sword : The Smoking Mirror (L'Épée Brisée : Le Miroir Incandescent). Le jeu fut nommé comme ceci aux États-Unis, car le premier épisode ne portait pas le titre « Broken Sword ».
- Allemagne : Baphomets Fluch II : Die Spiegel der Finsternis (La Malédiction de Baphomet II : Le Miroir des Ténèbres)
- Italie : Broken Sword II: La Profezia dei Maya (L'Épée Brisée II : La prophétie Maya)
- Espagne : Broken Sword II : Las Fuerzas del Mal (L'Épée Brisée II : Les Forces du Mal)

## Les Chevaliers de Baphomet: Le Manuscrit de Voynich
Sorti plus de sept ans après le deuxième volet, Le Manuscrit de Voynich est cette fois-ci distribué par THQ sur PC, PlayStation 2 et Xbox. Le temps aidant, le jeu est entièrement en 3D. L'histoire repose sur un mystérieux ouvrage, le manuscrit de Voynich, qui recèlerait de nombreux secrets immémoriaux. Les Templiers et les conspirations ont bien entendu encore rapport avec la trame du jeu. Le Manuscrit de Voynich reprend les éléments qui ont fait le succès des deux premiers épisodes, et emmène une nouvelle fois Nico et George à travers la planète, de la jungle du Congo aux plaines britanniques, etc. On retrouve aussi plein de clins d'œil à la série.
Le manuscrit de Voynich existe réellement. Il s'agit d'un manuscrit rédigé entre 1470 et 1500, ressemblant à un manuel d'herboriste ou d'alchimiste car on y trouve de nombreux dessins de plantes. Il fut ensuite confié à des jésuites italiens. On en retrouve la trace en 1912 lorsqu'un libraire et bibliophile américain nommé Wilfrid Woynich l'achète à l'école jésuite de Mondragone en Italie. Si cet ouvrage demeure aussi mystérieux c'est tout simplement que personne n'a jamais réussi à le lire. En effet, le manuscrit est écrit dans une écriture inconnue. De nombreux spécialistes en cryptographie se sont penchés sur ce manuscrit, désormais conservé à la bibliothèque Beinecke de livres rares et manuscrits, mais sans succès. Certains parlent même d'un canular.
Les noms du jeu :
- Pays anglophones : Broken Sword : The Sleeping Dragon (L'Épée Brisée : Le Dragon Endormi)
- Allemagne : Baphomets Fluch : Der schlafende Drache (La Malédiction de Baphomet : Le Dragon Endormi)
- Italie : Broken Sword : Il sonno del drago (L'Épée Brisée : Le Sommeil du Dragon)
- Espagne : Broken Sword : El sueño del dragón (L'Épée Brisée : Le Sommeil du Dragon)

## Les Chevaliers de Baphomet: Les Gardiens du Temple de Salomon
Un quatrième opus (nommé Les Gardiens du Temple de Salomon) est sorti le 15 septembre 2006. George Stobbart tient une agence de cautionnement à New York avec un collègue. Un jour, une jeune femme du nom d'Anna Maria débarque dans son agence pour lui parler mais elle est rapidement rattrapée par des mafieux.

## Les Chevaliers de Baphomet: La Malédiction du serpent
Après des mois d’attentes, Les Chevaliers de Baphomet : La Malédiction du Serpent est annoncé le 23 août 2012. Une campagne Kickstarter a été lancée afin de permettre aux joueurs amateurs d'aider à financer le jeu, permettant par ailleurs le maintien d'une indépendance et d'une liberté totales sur le plan créatif. L'objectif de la campagne était de lever 400 000 $ en un mois. Terminée le 22 septembre 2012, la campagne a dépassé les espérances du studio avec une somme totale de 771 561 $ collectés par les dons de 14 032 personnes.
Cet épisode est proposé dans un premier temps en deux épisodes séparés, sortis respectivement en décembre 2013 et en avril 2014.
Une version sur Playstation 4 et Xbox One regroupant les deux opus de cet épisode est sortie le 4 septembre 2015.

## Les Chevaliers de Baphomet: La Pierre de Perceval
Le 23 août 2023, Revolution Software officialise le développement d'un nouvel opus de la saga à l'aide d'une bande annonce diffusée sur les réseaux sociaux. Aucune date de sortie n'accompagne toutefois l'annonce.

## Voix françaises
- Georges Stobbart : Emmanuel Curtil
- Nicole Collard : Nathanièle Esther[2]

## Du même sujet
Time Gate : Le Secret du templier